# Enrico Marotti
Enrico Marotti (Rijeka, 30. travnja 1991.) hrvatski je jedriličar na dasci. Specijalizirao se za disciplinu slalom u kojoj je 2018. i 2021. godine postao svjetskim prvakom u jedrenju na dasci čime je ujedno postao i prvim sportašem iz Hrvatske koji je osvojio taj naslov. Godine 2014. postaje europskim prvakom u jedrenju na dasci, a također je i višestruki prvak Hrvatske. Nekoliko je puta osvojio titulu sportaša Primorsko-goranske županije i Grada Opatije. Marotti je prvi surfer iz Hrvatske koji je uspio potpisati profesionalni ugovor te je osnivač i voditelj škole za jedrenje Marotti Windsurf Centar u Voloskom.

## Biografija
Enrico Marotti rođen je u Rijeci gdje je završio osnovnu i srednju školu. Fakultet je pohađao na Građevinskom fakultetu također u Rijeci s kojeg je dipomirao i stekao službenu titulu inženjera građevine. 
Marotti je od malih nogu započeo pokazivati interes i ljubav prema jedrenju. U jedriličarske vode odveo ga je njegov susjed, također jedriličar. S osam godina započinje jedriti u jedriličarskom klubu Opatija, a u školi jedrenja uči kod trenera Sergija Nalisa te jedri u klasama Optimist i Laser. U to vrijeme najznačajniji rezultat koji je postigao bilo je osvajanje četvrtog mjesta u ukupnom poretku europskog kupa do 15 godina u klasi Laser 4.7. Godinu dana kasnije odlučuje se započeti baviti surfingom i to nakon što je promatrao trening starijih surfera u opatijskom akvatoriju. Od tada pa sve do danas članom je Društva sportova na moru (DSNM) Volosko. Marotti je u mnogobrojnim intervjuima istaknuo da je njegovom uspjehu uvelike pridonijela činjenica što je rođen i odrastao na jednoj od najboljih točki za surfanje na Jadranu gdje vladaju odlični uvjeti za treniranje. 
Godine 2008. sa 17 godina prvi put sudjeluje na regati te postaje juniorskim prvakom Hrvatske što je predstavljalo do tada neviđen uspjeh budući u kategoriji juniora windsurfera mladi imaju pravo nastupa do 21 godine. Već se sljedeće godine natječe u seniorskoj konkurenciji te u dobi od 18 godina osvaja prvo mjesto i titulu seniorskog državnog prvaka. Premda po godinama i dalje junior, Marotti od tada nastavlja osvajati seniorske državne medalje. 
Nakon velikih uspjeha ostvarenih u Hrvatskoj, Marotti 2010. godine sudjeluje na Europskom prvenstvu za juniore održanom u Texelu u Nizozemskoj. Na tom natjecanju u konačnici osvaja brončanu medalju te postaje trećim juniorom u Europi u windsurfingu. Iduće godine nastupa na Svjetskom prvenstvu u Brazilu gdje osvaja titulu juniorskog prvaka svijeta dok u seniorskoj konkurenciji zauzima dvanaesto mjesto u ukupnom poretku. Godine 2014. na Europskom prvenstvu održanom u Bolu u Hrvatskoj, Marotti uspijeva postati europskim prvakom u disciplini slalom u windsurfingu.
Od tada Marotti niže izvrsne rezultate na svim natjecanjima na kojima se pojavljuje. Godine 2016. osvaja titulu viceprvaka svijeta na prvenstvu održanom u Bolu, dok 2016., 2017. i 2018. godine pobjeđuje na Europskom kupu. Godine 2018. i 2021. osvaja titulu svjetskog prvaka u windsurfingu, točnije u disciplini slalom čime postaje prvim sportašem u povijesti Hrvatske koji se okitio tom prestižnom titulom. Uz naslove europskog i svjetskog prvaka, Marotti redovito osvaja i nacionalna prvenstva za što je nagrađen dvostrukom titulom najuspješnijeg sportaša seniora Primorsko-goranske županije te čak sedmerostrukom titulom najuspješnijeg sportaša Grada Opatije.
Još od 2012. godine Marotti redovito sudjeluje na prestižnim svjetskim regatama na kojima je nastup inače dozvoljen isključivo uz poziv organizatora. Prvi puta Marotti na jednoj takvoj uglednoj regati nastupa u Turskoj na poziv Svjetske profesionalne udruge windsurfera (PWA) gdje zauzima 52. mjesto. Godinu dana kasnije na regati održanoj u Španjolskoj zauzima 23. mjesto od sveukupno 63 vozača te treće mjesto u konkurenciji do 24 godine. Godine 2022. u konkurenciji najboljih svjetskih profesionalaca u jedrenju na dasci Marotti osvaja broncu na regati Defi Wind Superstars održanoj u Francuskoj, da bi krajem iste godine u Yokosuki u Japanu na regati naziva “Fly! ANA Windsurfing World Cup” u kojoj je sudjelovalo 56 vozača iz cijelog svijeta i koja se smatra najelitnijim natjecanjem u profesionalnom windsurfu, Marotti osvojio prvo mjesto. Pobjedom na ovoj regati Marotti je također ostvario i treće mjesto u ukupnom svjetskom poretku u sezoni 2022. što je označilo jedan od njegovih najvećih uspjeha u sportskoj karijeri, ali i hrvatskom windsurfu uopće. 

### Promicanje važnosti sporta u zajednici
Enrico je 2019. godine sa svojom djevojkom Nikom Cuculić u Volosko pokrenuo školu za jedrenje Marotti Windsurfing Centar gdje popularizira sport među djecom i mladima prenoseći svoje znanje na mlađe naraštaje te podiže svijest o važnosti sporta i zdravom načinu života. Polaznici mogu doći na treninge bez opreme koju će tamo dobiti. U Windsurfing centru Marotti trenerica je Nika Cuculić, a mnogi polaznici imaju sreću učiti i od samog svjetskog prvaka Marottija, kada se nalazi kod kuće. Uvijek se odaziva na pozive za sudjelovanje na manifestacijama u zajednici koje promoviraju sport, kao što je Opatijski sportski dan te gostovanja u školama. Marotti windsurfing centar svake godine ugoščuje djecu iz udruge za zaštitu obitelji Rijeka - Uzor te doma za nezbrinutu djecu Ivana Brlić Mažuranić. Enrico popularizira sport među djecom i mladima prenoseći svoje znanje na mlađe naraštaje te podiže svijest o važnosti sporta i zdravom načinu života.

### Promocija Hrvatske i hrvatskog sporta
Mnogobrojni intervju za renomirane svjetske sportske časopise upoznali su čitatelje iz svih krajeva svijeta s Marottijevom domovinom i rodnim krajem. Gotovo da nema hrvatskog časopisa ili portala koji nije prenosio svjetske uspjehe i životnu priču o upornosti mladog opatijskog surfera potičući djecu i mlade da se bave sportom i budu uporni. Marotti je ambasador naše zemlje, našeg mora i obale. Često na svojem Instagram profilu i Facebook stranici objavljuje atraktivne fotografije kojima promovira Hrvatsku, naše more i obalu s predivnim surferskim lokacijama, ali i snimke sa svih krajeva svijeta kojima promovira sport te poručuje kako se upornošću i vrijednim treniranjem može postići svjetski uspjeh i iz male uvale kraj Opatije dojedriti do top surferskih destinacija Havaja, Portugala, Španjolske i Australije i tamo trenirati rame uz rame i družiti se s najboljim surferima svijeta. 

### Nagrade i priznanja
- Dobitnik je Državne nagrade za šport "Franjo Bučar" 2019. godine.
- Dvostruki je dobitnik je nagrade za najuspješnijeg sportaša Primorsko-goranske županije za 2015. i 2018. godinu
- Sedmerostruki je dobitnik nagrade za najuspješnijeg sportaša grada Opatije. 2009., 2010., 2014., 2016., 2017., 2018., i 2019. godine

### Rezultati na međunarodnim takmičenjima
- 2010. godina - 3. mjesto na Europskom prvenstvu u juniorskoj konkurenciji održanom u Texelu, Nizozemska
- 2014. godina - 1. mjesto na Europskom prvenstvu u Seniorskoj konkurenciji održanom u Bolu, Brač, Hrvatska[13]
- 2016. godina - 2. mjesto na Svjetskom prvenstvu u Seniorskoj konkurenciji održanom u Bolu, Brač, Hrvatska[14]
- 2018. godina - 1. mjesto na Svjetskom prvenstvu u Seniorskoj konkurenciji održanom u Hvide Sande, Danska[15]
- 2021. godina - 1. mjesto na Svjetskom prvenstvu u Seniorskoj konkurenciji održanom u Paros, Grčka[16][17]